# ۱۶۵۷ (میلادی)

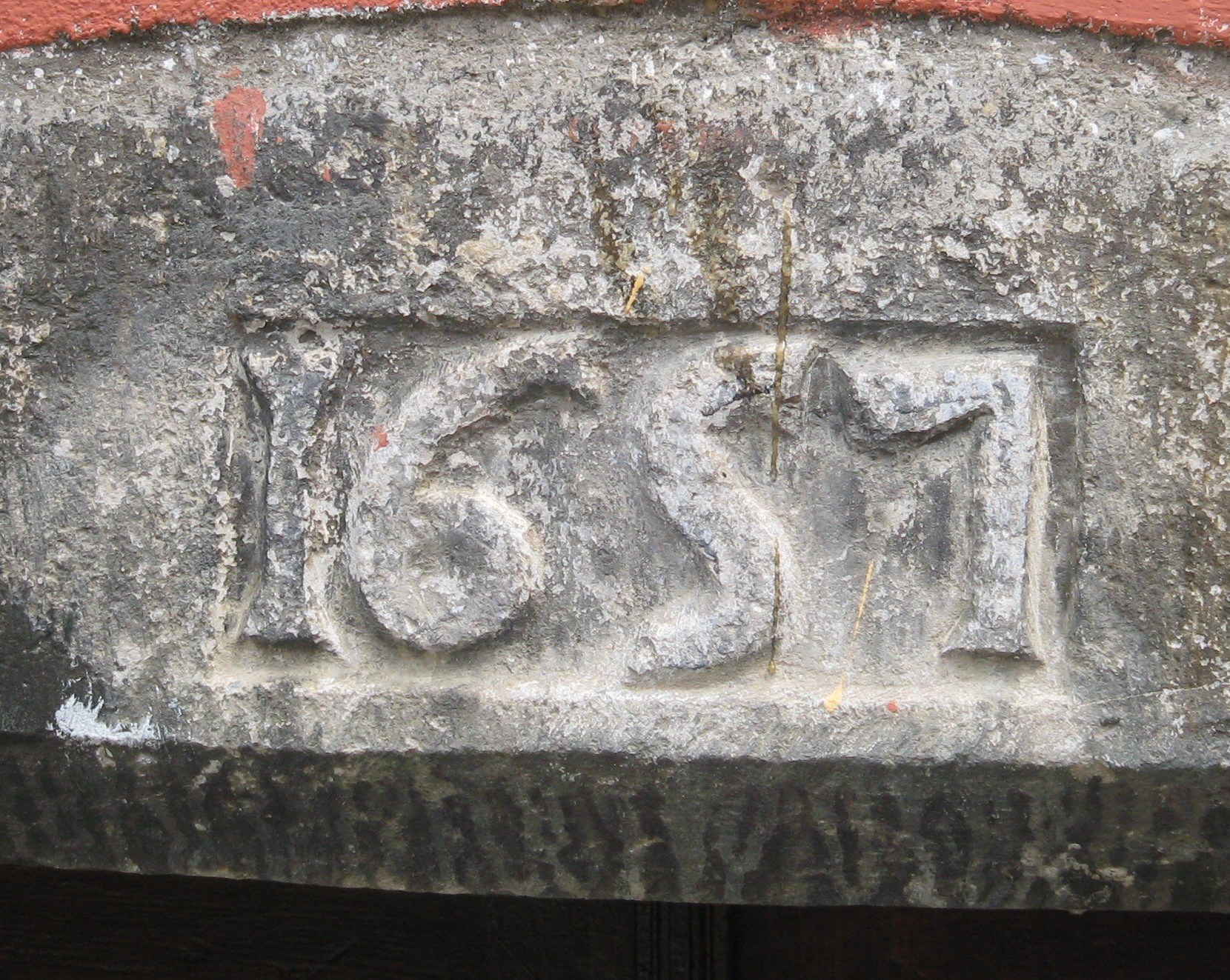
سنگ نگاره عدد ۱۶۵۷ میلادی

۱۶۵۷ (میلادی) هزار و ششصد و پنجاه و هفتمین سال تقویم میلادی است.

## درگذشتگان
- رابرت بلیک، دریاسالار انگلیسی (ت. ۱۵۹۹)
- ۲ آوریل – فردیناند سوم، امپراتور مقدس روم، آهنگساز اهل مجارستان